# Josip Milošević (provincijal)
O. Josip (Jozo, Joso) Milošević (Sinj, 19. rujna 1869. – Zagreb, 28. siječnja 1926.), provincijal hrvatskih franjevaca konventualaca i teolog Bio je na glasu kao poznati propovjednik, domoljub i prosvjetni radnik, oduševljeni pristaša katoličkog pokreta, u koji je uložio sve svoje snage i sposobnosti.

## Životopis
Rodio se je 1869. godine. Rodom iz Sinja. Gimnaziju je završio u Splitu. Bogosloviju i filozofiju pohađao je u Cresu i Camposanpieru kraj Padove. Kao svećenik nastavio je svoje naukovanje u Padovi, gdje je već počeo pisati oveće studije. U Šibenik je 1900. postao gvardijan i razvio je svoju djelatnost. 
Učeni fratar fra Jozo Milošević, dok je službovao u Šibeniku, otkrio je u kodeksu br. 11 zapis Šibenske molive koji je proučio skupa s prof. Ivanom Milčetićem te stručni prikaz objavio u Starinama JAZU. 
Marom i skrbi fra Josipa Miloševića i fra Vida Markovine samostanska knjižnica sv. Frane u Šibeniku preuređena je i obnovljena 1910. – 1912. i opskrbili su ju katalogom.  Fra Jozo Milošević je među značajnijim darovateljima šibenske knjižnice.
Aktivno je sudjelovao u svakom narodnom i kulturnom pothvatu te je radi toga oko sebe okupio veliki broj suradnika i prijatelja. Katoličkim đacima je uvijek bio pri ruci, i za njegova boravka osnovali su svoju organizaciju.
Provincijalom je postao 1912. godine te se je preselio na Cres.
Djelovao je u Cresu, gdje mu je provincija imala nutarnju gimnaziju, novicijat i bogoslovlje sve do izgona 4. ožujka 1919. godine. U Cresu je 1913. ustrojio za redovnički pomladak Zbor duhovne mladeži Ferkić. 
Na Cresu je surađivao s biskupom Mahnićem i Roguljem. Papi u Rimu odnio je tajnu poruku da će Hrvati katolici svim silama raditi na tome da Austrija propadne i da hrvatski narod dobije svoju slobodu.

Cres je morao napustiti kad je talijanska vojska okupirala Cres. S redovničkom subraćom morao ga je napustiti i otišao je u Zagreb.
Kod crkvice sv. Duha u Zagrebu osnovao je i bio je prvi gvardijan samostana otvorenog 4. listopada 1922. na sv. Duhu kod Zagreba. Umro je u Zagrebu 28. siječnja 1926. godine. Sprovodu su nazočili mnogi uglednici: nadbiskup dr Bauer, gradski načelnik arh. Heinzel, svi stanovnici Sv. Duha s Orlovima i Orlicama. Na sprovodu je u ime zagrebačkih župnika govorio dr Ritig, a nad grobom o. dr. Alfirević.

## Djela
Pisao je u Radovima JAZU (studija Život i djela fra Mate Ferkića iz Krka, konventualnog franjevca (1583—1669)). Milošević je zapisao da je Ferkić ušao u Ivančićeve »Povjesne crte«... Ivančićeve, str. 229 i u Znamenite i zaslužne Hrvate 925—1925 (Zagreb 1925, str. 78), no da Ferkića nisu pustili ući u Crtice iz hrvatske književne kulture Istre (autor Vjekoslav Spinčić, izdanje nadb. tiskare u Zagrebu 1926.). Milošević je pisao 1911. godine i u Starinama JAZU (s Ivanom Milčetićem studiju o Šibenskoj molitvi).